# Amtsgericht Bad Doberan

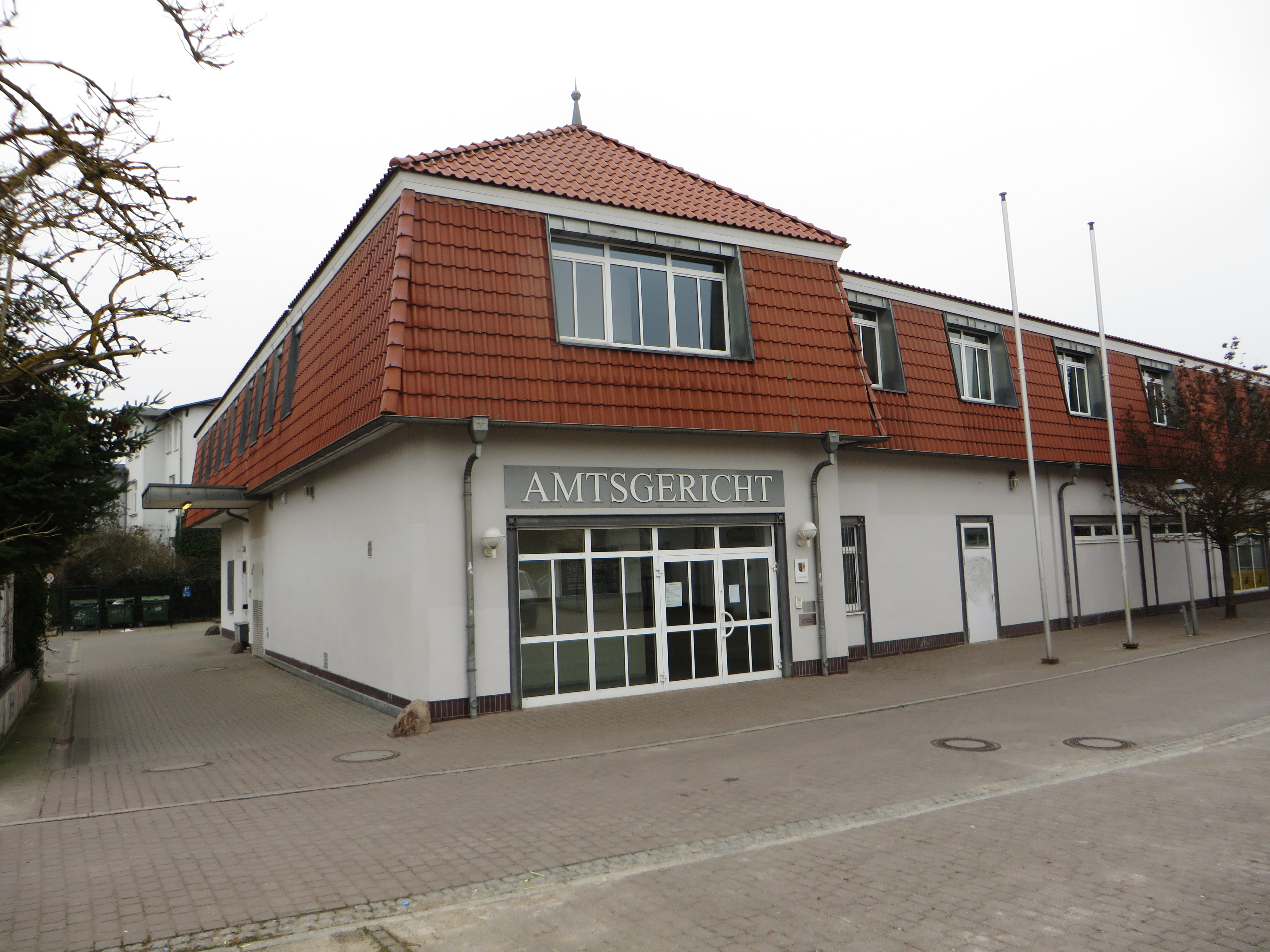
Gebäude des ehemaligen Amtsgerichts Bad Doberan

Das Amtsgericht Bad Doberan war ein Gericht der ordentlichen Gerichtsbarkeit, zuletzt des Landes Mecklenburg-Vorpommern, im Bezirk des Landgerichts Rostock. Durch die Gerichtsstrukturreform wurde es am 11. Mai 2015 aufgehoben.

## Gerichtssitz und -bezirk

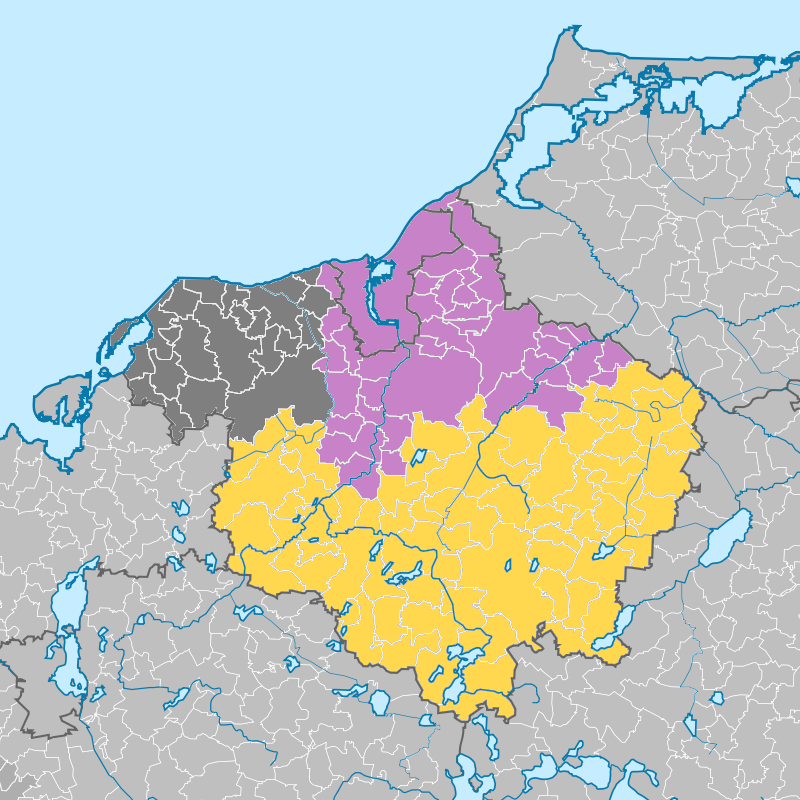
Gerichtsbezirke der dem LG Rostock nachgeordneten Amtsgerichte bis zum 5. Oktober 2014
AG Bad Doberan
AG Rostock
AG Güstrow

Das Gericht hatte seinen Sitz in Bad Doberan.
Der Gerichtsbezirk umfasste das Gebiet der folgenden Städte und Gemeinden:
| - Admannshagen-Bargeshagen, - Alt Bukow, - Am Salzhaff, - Bad Doberan, - Bartenshagen-Parkentin, - Bastorf, - Biendorf, | - Börgerende-Rethwisch, - Carinerland, - Hohenfelde, - Kirch Mulsow, - Kröpelin, - Kühlungsborn, - Neubukow, | - Nienhagen, - Reddelich, - Rerik, - Retschow, - Satow, - Steffenshagen und - Wittenbeck. |

Der Gerichtsbezirk wurde bei der Aufhebung in den des Amtsgerichts Rostock eingegliedert. Die Justizministerin Uta-Maria Kuder bewertete die Arbeit des Amtsgerichts Bad Doberan bei diesem Anlass mit den Worten, dass das Gericht „aufgrund seiner Größe eine qualitativ hochwertige Rechtsprechung dauerhaft nicht mehr garantieren“ könne.

## Gebäude
Das letzte frühere Gerichtsgebäude befindet sich in der Verbindungsstraße 4 im sogenannten City-Center in Bad Doberan. Heute benutzt es das Friderico-Francisceum Gymnasium als Nebengebäude.

## Übergeordnete Gerichte
Dem Amtsgericht Bad Doberan war das Landgericht Rostock übergeordnet. Zuständiges Oberlandesgericht war das Oberlandesgericht Rostock.